# 小斑虎貓
小斑虎貓是虎貓及長尾虎貓的近親。牠們棲息在中美洲及南美洲的熱帶雨林。牠們是夜間活動的，獵食齧齒目及鳥類。牠們體長約40-50厘米，尾巴長30-40厘米。雖然牠們較一般的家貓大，但卻較輕，只有2-3公斤重。

## 亞種
小斑虎貓有以下的亞種：
- L. t. tigrinus：分佈在東委內瑞拉、圭亞那及巴西東北。
- L. t. guttulus：分佈在巴西中部及南部、烏拉圭、巴拉圭及阿根廷北部。
- L. t. oncilla
- L. t. pardinoides：分佈在西委內瑞拉、哥倫比亞及厄瓜多爾。